# Die Unverschämten
Die Unverschämten (Originaltitel: Les Mistons) ist ein Kurzfilm des Regisseurs François Truffaut aus dem Jahr 1958. Der Film beruht auf einer Novelle von Maurice Pons.

## Handlung
In der französischen Provinz: Fünf kurz vor ihrer Pubertät stehende Jungen, Les Mistons genannt, beobachten einen Sommer lang ein junges Liebespaar, Gerard und Bernadette. Sie bewundern vor allem die Schönheit von Bernadette, die für sie unerreichbar ist, und entdecken erstmals einen Anflug von sexuellem Begehren bei sich. Die fünf lassen dem Pärchen keine ruhige Minute, teils aus uneingestandener Eifersucht, teils als Kinderspaß mit der Lust, andere zu ärgern. Am Ende des Sommers, kurz vor der geplanten Heirat des Liebespaares, kommt Gerard bei einem Kletterunfall in den Bergen ums Leben. Die Kinder bereuen daraufhin ihr Verhalten. Erzählt und kommentiert wird das Geschehen von einer Erzählerstimme, bei der es sich um einen der Jungen als Erwachsenen handelt.

## Hintergrund
Die Dreharbeiten fanden in Nîmes und Umgebung statt. Eine längere Sequenz spielt in dem antiken römischen Amphitheater der Stadt.
Die Szene, in der Bernadette Tennisstunden erhält und dabei von den Jungen beobachtet wird, zitiert auch den Stummfilm L’arroseur arrosé (Der begossene Gärtner) der Brüder Lumière. Truffaut verweist damit auf seinen Rollenwechsel vom Kritiker zum Filmregisseur, dessen Filme jetzt selbst Gegenstand der Kritik sind.

## Kritik
Jacques Siclier kommentierte den Film wie folgt: „In Die Unverschämten ist bereits alles da, was das Kino des François Truffaut ausmacht: die Welt der Kindheit, die Paarbeziehungen, ein lyrischer Romantismus, ein Faible für die Literatur (der Kommentar stammt aus der Novelle von Maurice Pons), die hinter den Kinderspielen aufscheinende Tragik des Lebens.“

## Auszeichnungen
Die Unverschämten wurde 1958 bei den Internationalen Filmfestspielen in Brüssel mit dem Preis für Regie ausgezeichnet.